# Venezuela nos Jogos Pan-Americanos de 1983
A Venezuela competiu nos Jogos Pan-Americanos de 1983 em Caracas, Venezuela, de 14 a 29 de agosto de 1983. Conquistou 73 medalhas nesta edição ao competir em casa.
Nesta edição é até hoje a de recorde de medalhas da nação (73 no total), e a melhor posição até hoje em jogos com a quinta colocação.